# 2 Warszawska Dywizja Zmechanizowana

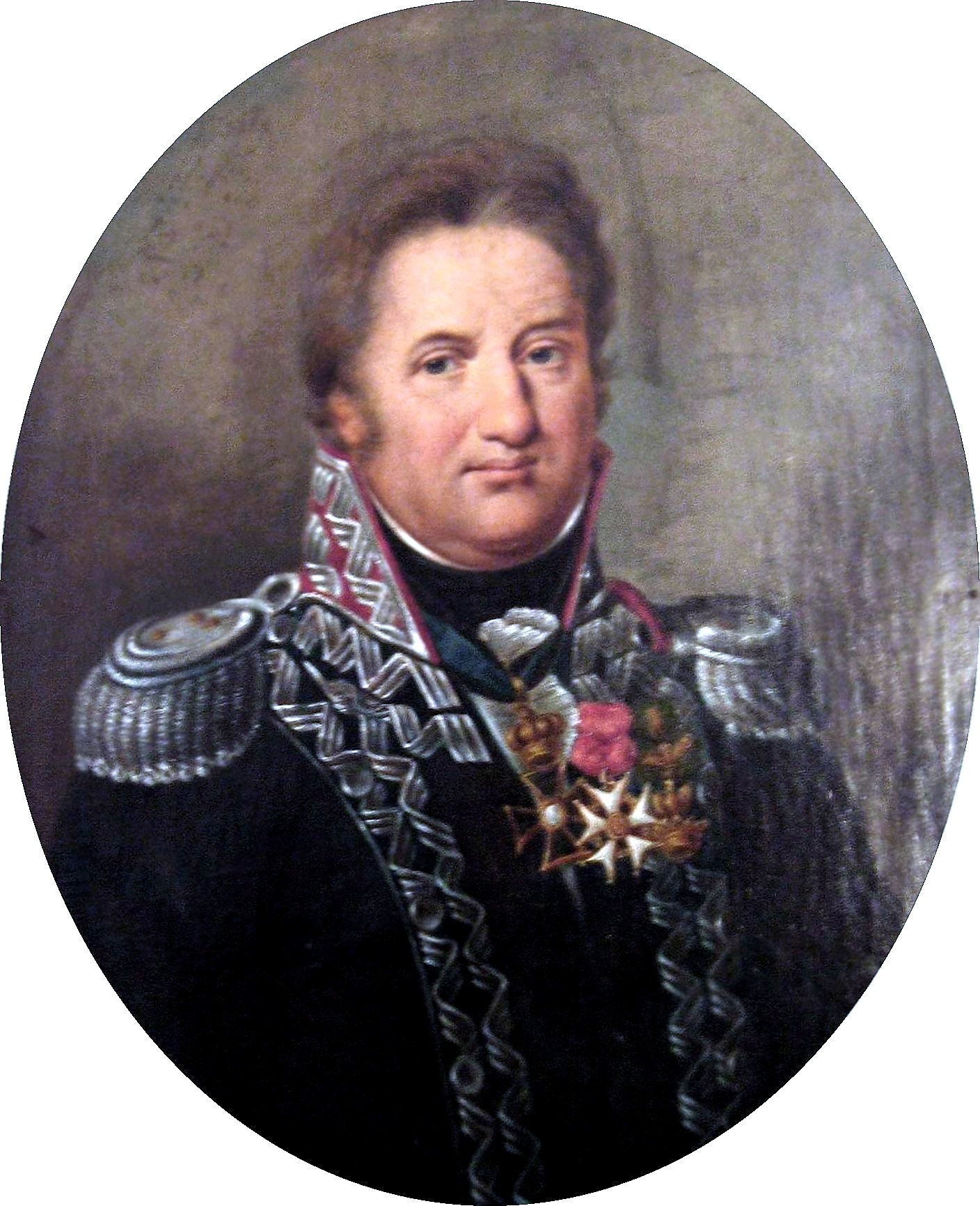
Jan Henryk Dąbrowski, patron 2 WDZ

2 Warszawska Dywizja Zmechanizowana im. Henryka Dąbrowskiego (2 DZ) – związek taktyczny Wojsk Zmechanizowanych Sił Zbrojnych PRL.

## Formowanie i zmiany organizacyjne
Zgodnie z rozporządzeniem Nr 0026/org. Ministra Obrony Narodowej z dnia 4 września 1956 roku, 7 Łużycka Dywizja Piechoty została przeformowana i przemianowana na 2 Warszawską Dywizję Zmechanizowaną. Dowództwo i sztab dywizji stacjonował w Nysie. W 1961 roku w skład dywizji został włączony 15 Pułk Czołgów Średnich z Gliwic, natomiast 13 Warszawski Pułk Czołgów Średnich został podporządkowany dowódcy 10 Dywizji Pancernej.
Dywizja stanowiła częściowo skadrowany związek taktyczny spełniając przede wszystkim zadania szkoleniowe i mobilizacyjne. W pułkach dywizji funkcjonowały pododdziały szkolne przygotowujące podoficerów i młodszych specjalistów dla potrzeb jednostek Śląskiego Okręgu Wojskowego.
W październiku 1989 roku dywizja została przekształcona w 20 Bazę Materiałowo-Techniczną, a jej numer i nazwa wyróżniająca przekazana 20 Dywizji Pancernej ze Szczecinka.

## Skład i dyslokacja
| Garnizon           | Struktura organizacyjna                          | Struktura organizacyjna                          | Struktura organizacyjna                          | Struktura organizacyjna                          |
| Garnizon           | 1956                                             | 1960                                             | 1970-                                            | 1988                                             |
| ------------------ | ------------------------------------------------ | ------------------------------------------------ | ------------------------------------------------ | ------------------------------------------------ |
| Nysa               | dowództwo 2 Warszawskiej Dywizji Zmechanizowanej | dowództwo 2 Warszawskiej Dywizji Zmechanizowanej | dowództwo 2 Warszawskiej Dywizji Zmechanizowanej | dowództwo 2 Warszawskiej Dywizji Zmechanizowanej |
| Częstochowa        | 6 pułk zmechanizowany                            | 6 pułk zmechanizowany                            | 6 pułk zmechanizowany                            | 6 pułk zmechanizowany                            |
| Nysa               | 33 pułk zmechanizowany                           | 33 pułk zmechanizowany                           | 33 pułk zmechanizowany                           | 33 pułk zmechanizowany                           |
| Lubliniec          | 36 pz                                            |                                                  |                                                  |                                                  |
| Kłodzko            |                                                  | 27 pułk zmechanizowany                           | 27 pułk zmechanizowany                           | 27 pułk zmechanizowany                           |
| Opole              | 13 pcz                                           | 13 pczapanc                                      |                                                  |                                                  |
| Nysa               | 37 bczap                                         |                                                  |                                                  |                                                  |
| Gliwice            | 21 sbcz                                          |                                                  |                                                  |                                                  |
| Gliwice            |                                                  |                                                  | 15 pułk czołgów                                  | 15 pułk czołgów                                  |
| Koźle              |                                                  | 37 pah                                           | 37 pułk artylerii                                | 37 pułk artylerii                                |
| Koźle              | 2 dywizjon artylerii rakietowej                  | 2 dywizjon artylerii rakietowej                  | 2 dywizjon rakiet taktycznych                    | 2 dywizjon rakiet taktycznych                    |
| Bielsko            |                                                  | 40 dappanc                                       |                                                  |                                                  |
|                    |                                                  |                                                  | 100 dappanc                                      |                                                  |
| Lubliniec          | 24 daplot                                        |                                                  |                                                  |                                                  |
| Ząbkowice          |                                                  | 111 daplot                                       | 99 pułk artylerii przeciwlotniczej               | 99 pułk artylerii przeciwlotniczej               |
| Nysa               | 10 batalion rozpoznawczy                         | 10 batalion rozpoznawczy                         | 18 kr                                            | 10 br                                            |
| Nysa               |                                                  | 18 batalion saperów                              | 18 batalion saperów                              | 2 bsap                                           |
| Nysa               |                                                  | 48 batalion łączności                            | 48 batalion łączności                            | 48 batalion łączności                            |
| Nysa               | 52 bsam-transp *                                 | 52 bsam-transp *                                 | 2 batalion zaopatrzenia                          | 2 batalion zaopatrzenia                          |
| Nysa               | 2 DPZ                                            |                                                  | 2 batalion zaopatrzenia                          | 2 batalion zaopatrzenia                          |
| Komprachcice Opole | 160 RBRCz                                        | 160 RWNCz *                                      | 2 batalion remontowy                             | 2 batalion remontowy                             |
| Koźle              | 155 RWNSArt.                                     | 155 DWUzb                                        | 2 batalion remontowy                             | 2 batalion remontowy                             |
| Nysa               | 172 RWRSam                                       | 172 RWNSam*                                      | 2 batalion remontowy                             | 2 batalion remontowy                             |
| Nysa               |                                                  |                                                  | 37 bdow szefa AD                                 |                                                  |
| Nysa Kłodzko       | 21 kopchem                                       |                                                  | 21 kpchem                                        |                                                  |
| Nysa               | 75 kszt                                          |                                                  | koirr                                            | koir                                             |

## Żołnierze dywizji
Dowódcy dywizji :
- ppłk Artur Raginia (1956 – 1956)
- płk Zbigniew Ohanowicz (18.11.1956 – 14.11.1964)
- ppłk Stanisław Banasiak (14.11.1964 – 20.06.1966)
- płk Kazimierz Makarewicz (20.06.1966 – 18.08.1966)
- płk / gen. bryg. Józef Jaworski 19.08.1966 – 24.10.1970)
- płk / gen. bryg. Edward Drzazga (24.10.1970 – 13.08.1975)
- płk Edward Kułak (13.08.1975 – 13.10.1979)
- płk Kazimierz Tomaszewski (14.10.1979 – 23.01.1984)
- płk Henryk Janusek (03.1984 – 05.08.1987)
- płk Bolesław Balcerowicz (05.08.1987 – 06.10.1989)